# Розов Володимир Олексійович
Володи́мир Олексі́йович Ро́зов (15 (27) липня 1876, Київ — 21 травня, 1940, Загреб, Югославія) — український мовознавець.

## Біографія
Закінчив 1902 Київський університет, працював у ньому приват-доцентом (до 1916).
За фахом філолог, викладач Київського університету і Ніжинського Історико-філологічного інституту князя Безбородька. 1918 виїхав у Болгарію, згодом жив у Югославії.
Працював викладачем російської мови в університетах у Скоп'ї та Загребі.

## Наукова діяльність
Підготував до друку українські грамоти 14—15 ст. (надруковані як видання Російської АН з російськими примітками 1917 p., у формі книги вийшли 1928 р. у виданні УАН; «Українські грамоти, І: 14 ст. і перша половина 15 ст.»).
Автор статей про мову цих грамот і про вивчення історії української мови (ЗНТШ, 77-78, 1907) та ін.
У рукописній спадщині Розова залишилися топо- й антропонімічний історико-географічний показчик до його збірки грамот і праці з історії української та російської мови й культури (архів у Інституті мовознавства ім. О.О. Потебні НАН України в Києві).
Досліджував історію розвитку української шкільної драми, староболгарські і старосербські писемні пам'ятки.

### Праці
- «Значення грамот XIV і XV ст. для історії малоруської мови», 1907;
- «Дослідження мови південноруських грамот XIV і першої половини XV ст.», 1913;
- «Мова південноруських грамот XIV-XV ст.», 1929;
- «До староруської діалектології (І ще до питання про галицько-волинське наріччя)», 1907;
- Розов, B. Южнорусские грамоты, Киев, 1917. № 3, С. 4—7. (перевидання: Розов, B. Украинские грамоты. Киев, 1928  [Архівовано 8 січня 2018 у Wayback Machine.]).